# Gynoplistia (Gynoplistia) erythrina
Gynoplistia (Gynoplistia) erythrina is een tweevleugelige uit de familie steltmuggen (Limoniidae). De soort komt voor in het Australaziatisch gebied.